# Legno (gruppo musicale)
I Legno sono un duo musicale italiano indie pop formatosi nel 2018. Ad oggi l'identità dei due componenti del gruppo, di origine toscana, risulta sconosciuta, a causa della loro abitudine di portare sempre maschere sul volto.

## Storia del gruppo
I Legno iniziano a produrre musica nel 2018 pubblicando i loro primi tre singoli (Sei la mia droga, Tu chiamala estate e Mi devasto di thè) per l'etichetta discografica Matilde Dischi.
Nel novembre dello stesso anno Spotify inserisce Sei la mia droga nella sua playlist Scuola Indie, manovra che aumenta la popolarità del duo toscano portandolo a pubblicare altri 2 singoli (Le canzoni di Venditti e Febbraio).
Il 29 marzo 2019 i Legno pubblicano il loro primo album per Matilde Dischi, Titolo album, raccolta di dieci brani con forti influenze Indie pop. L'uscita dell'album preannuncia il tour dei Legno e del loro gruppo (alla chitarra Fabio Zini, alla batteria Marco Floridi) che inizia ad aprile 2019 per finire a metà agosto, portando il duo ad esibirsi non solo in Toscana ma anche nel nord Italia e nel Lazio. Sempre ad agosto aprono un concerto di Giorgio Poi insieme a I Segreti.
Nell'estate del 2019 i Legno pubblicano il singolo All You Can Eat in collaborazione con Divanoletto, pseudonimo di Nicolò De Devitiis, inviato del programma televisivo Le Iene. Il 27 settembre 2019 esce il primo singolo del loro secondo album, Affogare, che ottiene buoni risultati sia negli store digitali che in radio.
In (gin) di vita, il secondo singolo del secondo album, esce il 6 dicembre venendo inserito in molte playlist di Spotify.
Prima dell'uscita del loro secondo album vengono pubblicate altre tre tracce, Casa de papel (ispirata dall'omonima serie La casa di carta), Instagrammare, pezzo in collaborazione coi Rovere che scala le classifiche MTV fino a diventare uno dei video più trasmessi nel luglio del 2020, e Hollywood, in collaborazione con Wrongonyou.
Il 27 novembre 2020 esce il secondo album dei Legno, Un altro album, assieme a un fumetto con protagonisti i due cantanti.
A partire da giugno 2021 inizia il loro secondo tour, Spaccotutto tour, che li porterà a fare concerti dal nord al sud Italia, fino alle isole maggiori, per un totale, ad oggi, di quindici date.
Il 5 maggio 2024 sono ospiti di Mara Venier a Domenica in con Ivana Spagna per presentare il nuovo singolo Sarà Bellissimo uscito il 26 aprile 2024.

## Formazione
- "Legno triste" – voce principale (2018-presente)
- "Legno gioioso" – voce secondaria (2018-presente)
- Fabio Zini – chitarra elettrica (2019-presente)
- Marco Floridi – batteria (2019-presente)

## Genere e influenze
I primi brani dei Legno hanno forti influenze indie, ispirate da Brunori Sas, Calcutta, Tommaso Paradiso ed altri, anche se, in intervista, hanno sempre fatto riferimento come ispirazione ai grandi cantautori italiani come Francesco De Gregori, Lucio Dalla e Antonello Venditti.
Il loro primo album, Titolo album, ha sonorità it-pop miste ad un indie italiano. Nel secondo album, Un altro album, i Legno mantengono le stesse sonorità ma si allontanano un po' dall'indie per dare più spazio al pop.

## Discografia

### Album in studio
- 2019 – Titolo album
- 2020 – Un altro album
- 2022 – Lato A-Lato B
- 2025 – Piccola abitante di Saturno

### Singoli
- 2018 – Sei la mia droga (parte uno)
- 2018 – Tu chiamala estate (parte due)
- 2018 – Mi devasto di thè (parte tre)
- 2018 – Le canzoni di Venditti
- 2019 – Febbraio
- 2019 – All You Can Eat (feat. Divanoletto)
- 2019 – Affogare
- 2019 – In (gin) di vita
- 2020 – Casa de papel
- 2020 – Instagrammare (feat. Rovere)
- 2020 – Hollywood (feat. Wrongonyou)
- 2023 – LUMINOSISSIMI
- 2024 – STR*NZO
- 2024 – Cupido
- 2025 – Generazione triste

### Collaborazioni

#### Singoli come artista ospite
- 2019 – Lucio Dalla (con Pianista Indie)
- 2021 – John Travolta (con Bianca Atzei)
- 2021 – Trigonometria (con i Kaufman)
- 2023 – Spettacolare (con Donatella Rettore)
- 2024 – Sarà bellissimo (con Ivana Spagna)

## Tournée
- 2019 – Legno Tour
- 2021 – Spaccotutto Tour
- 2022/2023 - Un'altra notte da ubriacare Tour
- 2023 - Club Tour